# المليحاء (القويعية)
المليحاء، هي قرية من فئة (ب) تقع في محافظة القويعية، والتابعة لمنطقة الرياض في السعودية. وتبعد المليحاء عن محافظة القويعية بمسافة تقارب () كم.